# Библиотека Рафаэля де Агиара

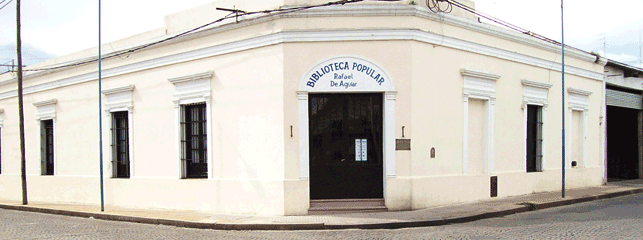
Публичная библиотека Рафаэля де Агиара

Популярная библиотека «Рафаэль де Агиар» расположена в городе Сан-Николас-де-лос-Арройос, провинция Буэнос-Айрес, Аргентина. Хуана Курето де Гуэлья официально открыла библиотеку в 1948 году в честь основателя города. Цель библиотеки — предоставить преимущества чтения, доступа к информации и поддержки образовательных задач на разных уровнях.

## Начало
Первые средства библиотеки — 40 песо — были результатом сбора, проведенного среди присутствующих на учредительном собрании. Местные жители внесли свой вклад в обустройство помещения, раскрасили и обустроили его, а также подарили столы, стулья и другую мебель для первого читального зала, имевшегося в учреждении. Первое помещение библиотеки (арендованное) было расположено на улице Амегино, между улицами Дон Боско и Майпу, до приобретения его собственного помещения в 1970 году, расположенного на углу Амегино и Дон Боско, где она в настоящее время находится.

## Основательница
Руководителем проекта была Хуана Курето де Гуэлья, которая проработала в учреждении до дня своей смерти. Её портрет находится в главном служебном помещении.

## Официальное признание
Библиотека официально признана двумя учреждениями провинциального и национального уровня:
- Национальная комиссия народных библиотек[исп.]
- Управление библиотек и содействия чтению[исп.] провинции Буэнос-Айрес.

### Культурная ценность
В четверг, 22 ноября 2007 года, библиотека получила от председателя достопочтенного Совещательного совета муниципалитета Сан-Николас-де-лос-Арройос диплом и копию Указа № 12455, в котором библиотека объявляется «организацией, представляющей культурный интерес», в знак признания её заслуг в деле культурного и образовательного развития и в связи с 60-летием библиотеки.

### Историческое наследие города Сан-Николас-де-лос-Арройос
Диплом выдан Достопочтенным советом в 2014 году в соответствии с постановлением 8803/14. За «его несомненное историческое, культурное, экологическое значение и значение для города, за его древность, историчность и местную значимость, которая придает ему собственную ценность недвижимость, расположенная на улице Амегино, угол Дон Боско, кадастрово обозначенная как избирательный округ I, раздел B, квартал 132, участок 16 b».

## Главное здание

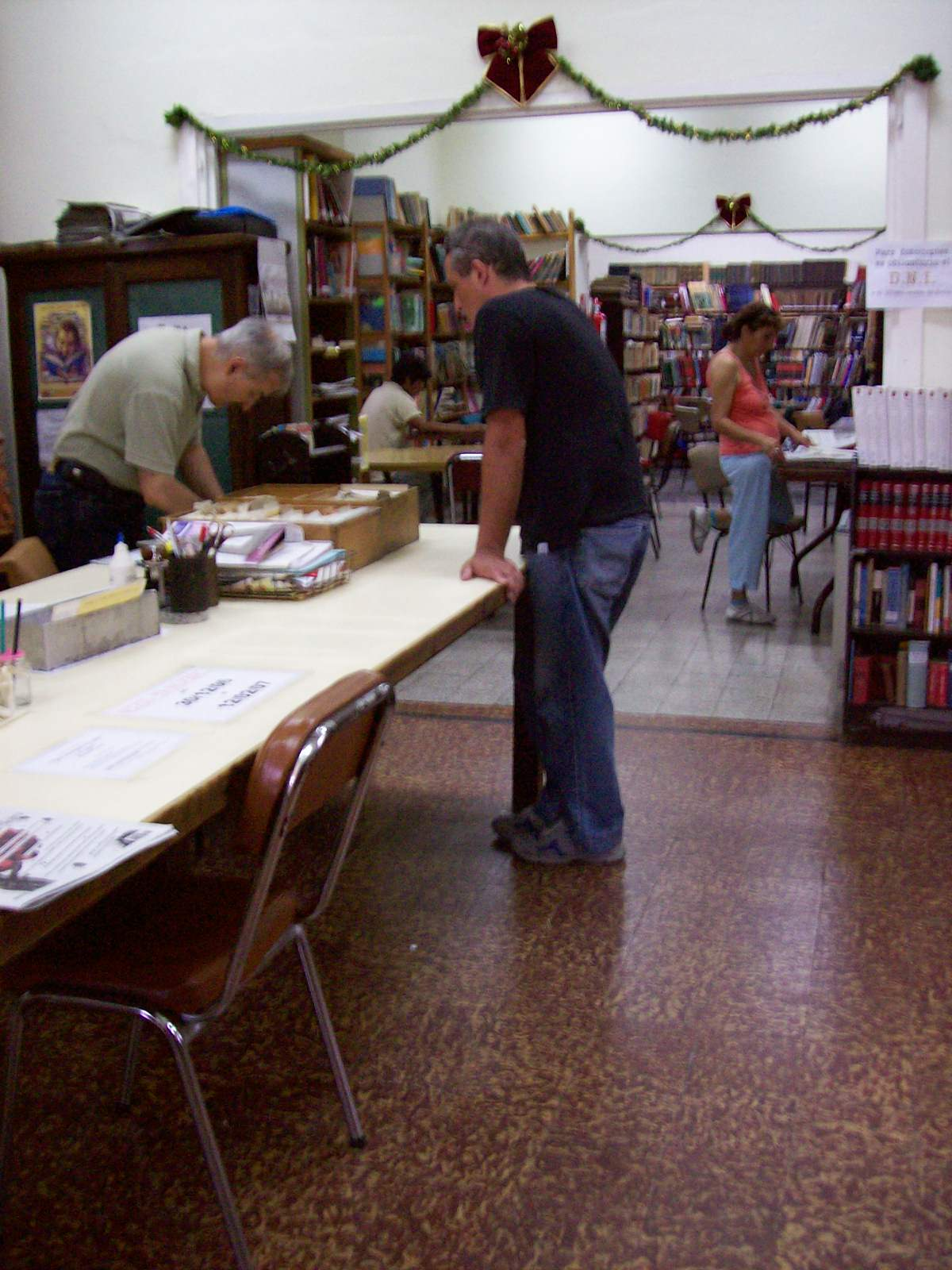
Приёмная и частичный вид на читальные залы.

Оно расположено в Центральном районе города, на углу Амегино и Дона Боско, в трёх кварталах от двух главных улиц  — Нации и Бартоломе Митре. Здание, построенное примерно в 1860 году, сохраняет свой фасад в итальянском архитектурном стиле.

### Комнаты общественного доступа
- Приёмная.
- Три читальных зала.
- Компьютерная комната.
- Многоцелевой зал вмещает 60-80 человек.

## Филиалы
У библиотеки есть филиал:
- Филиал Америка (расположен на улице Америка 141): со своим собственным помещением с 17 сентября 1966 года. Филиал посещают многочисленные читатели, живущие в густонаселенных соседних кварталах, лишённых библиотек. Проводятся различные культурно-просветительские курсы, проводятся выставки, семинары, презентации книг и памятные мероприятия по датам Родины.

## Библиографический фонд
В центральном здании хранится более 38 000 произведений. Хотя они охватывают все области знаний, наибольшее количество экземпляров относится к отраслям литературы (Novela с ежедневным включением последних опубликованных произведений в жанрах поэзии, драматургии и детской литературы), школьным текстам (общее базовое образование (E. G. B.), среднее базовое образование (E. S. B.), полимодальное образование, высшее образование и некоторые произведения на университетском уровне), общественным наукам и справочным работам.

## Справочные издания
В библиотеке имеется разнообразная коллекция работ, используемых для консультаций в зале. Среди них Европейско-американская иллюстрированная универсальная энциклопедия (70 томов, 1930 год, 10 изменений и дополнений, обновлённых с 1934 по 2005 год), Новая энциклопедия Дурвана (36 томов) и Испанская энциклопедия (США, Encyclopædia Britannica Publishers — США, 1992 год, 18 томов) и другие. Кроме того, есть разнообразная коллекция энциклопедий, посвященных искусству, мировой и аргентинской истории, музыке, обычаям и традициям, и т.д.

### Ежедневно получаемые публикации
- El Norte  — Местная газета San Nicolás.
- Clarín — Национальный журнал — Buenos Aires.

### Библиографические редкости
Часть редкого фонда составили первые тома библиографического собрания в 1947 году, а остальные впоследствии были переданы в дар. В настоящее время этот новый раздел находится в процессе исследования экземпляров, поскольку они относятся к XVIII, XIX и началу XX века.

## Культурная значимость

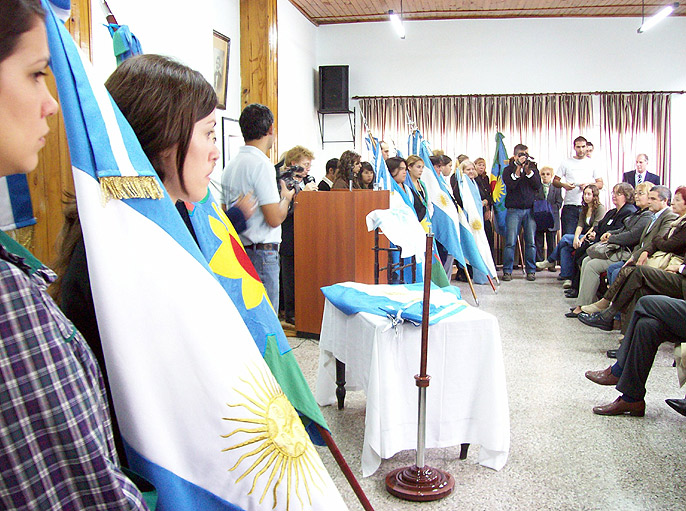
Многоцелевой зал во время юбилейного мероприятия 60-й годовщины библиотеки, апрель 2007 года.

С библиотекой были связаны видные деятели культурной и художественной среды города, а также культурные и образовательные учреждения. Со временем были разработаны различные мероприятия и запущено значительное количество проектов, благодаря которым учреждение стало одной из самых важных и популярных библиотек в городе Сан-Николас-де-лос-Арройос.

## Информационно-просветительская деятельность в области культуры
Информационно-просветительские мероприятия проводятся в многоцелевом зале. Некоторые из видов деятельности, о которых стоит упомянуть, — это фотография, керамика, живопись, презентации книг, конференции и сольные концерты.